# Каро-и-Сехудо, Херонимо Мартин
Херо́нимо Марти́н Ка́ро-и-Сеху́до (исп. Jerónimo Martín Caro y Cejudo; 6 ноября 1630, Вальдепеньяс, Испанская империя — 1712) — испанский филолог и фольклорист.
Последователь грамматического учения Франсиско Санчеса. Собрал до 6000 испанских пословиц в интересном сборнике «Refranes y modos de hablar cartellanos con latinos, que les corresponden, juntamente con la glossa y explication de los que tienen necesidad de ella» (Мадрид, 1675, переиздан 1792). Также составил «Explicación del libro IV y V del Arte nuevo de Gramática de Antonio de Nebrija» (Мадрид, 1667) — комментарии на 4 и 5 книги «Грамматики испанского языка» Антонио де Небрихи. Автор стихов на испанском и латинском языках.